# 福島県立ふたば未来学園中学校・高等学校
福島県立ふたば未来学園中学校・高等学校（ふくしまけんりつ ふたばみらいがくえんちゅうがっこう・こうとうがっこう）は、福島県双葉郡広野町にある県立中学校・高等学校。併設型中高一貫教育を実施している。

## 概要
設立の経緯
2011年（平成23年）に発生した東北地方太平洋沖地震およびこの地震によって発生した福島第一原子力発電所事故のために、双葉郡の高等学校はサテライト校として県内各地8校に分散しており、教育に困難が生じている。双葉郡8町村では、困難な状況を乗り越え復興を実現する鍵は人材育成にあるとの考えのもと、「双葉郡教育復興ビジョン」を2013年7月に取りまとめた。そしてビジョンの柱の一つである中高一貫教育について、先行して高校部分のふたば未来学園高等学校が2015年（平成27年）4月8日に開校した。一期生は152人。
福島県内で初めてスーパーグローバルハイスクールに指定されており、1年次には地域の課題を探求、英語で発表し、2年次には海外研修、3年次には個人研究及び国内外での成果の発表を行う。
双葉郡の中学校と連携した「ふるさと創造学」が開講されている。
2019年（平成31年）4月8日、「ふたば未来学園中学校」が開校し、併設型中高一貫校となった。
設置課程・学科
全日制課程 総合学科アカデミック系列、トップアスリート系列、スペシャリスト系列
教育目標
お互いにの人間性を尊重しながら主体的に学び、自己の可能性を伸ばすとともに、福島県の復興を支え、社会に貢献する人材の育成
校章
福島の大地をイメージした赤いアンダーラインの上に、「未来」の文字をデザイン。学びの成果が世界中に届くようにと、タンポポの綿毛をイメージしている。
クリエーティブディレクターで、「ふたばの教育復興応援団」（後述）佐々木宏によるものである。
校歌
「ふたばの教育復興応援団」の秋元康がプロデュース。作詞・谷川俊太郎、作曲・箭内道彦。
制服
紺を基調としたブレザー。デザインはAKB48の衣装デザイナー茅野しのぶによる。チェック柄のスカートは、活発さを表現。
設備・施設
本校舎・総合学習棟・寄宿舎（寮）・食堂が整備される。2019年までは、広野町立広野中学校校舎を本校舎として使用する。普通教室、家庭科室、理科実験室、パソコン室、図書室、音楽室等があり、グラウンドを人工芝にする予定である。
本校のほか、静岡県立三島長陵高等学校に三島長陵校舎が設置されている。また2019年まで福島県立猪苗代高等学校に猪苗代校舎が設置されていた。
2015年に日本テレビ系列のチャリティ番組「24時間テレビ」より、スクールバスや楽器などが寄贈された。
2019年には、ボートレーサーの守田俊介からの寄付などを原資として、日本財団の支援のもと、生徒と住民の交流を深める地域協働スペース「双葉みらいラボ」が開所。生徒・住民・企業の対話により双葉郡の復興につながるプロジェクトが創出されることを目指し、生徒が商品を製造し、販売・運営まで手がけるカフェや多目的スペースが設置され、住民は自由に利用できるようになっている。

## 部活動
中学校
　情報科学部、特設ディベート部、陸上部、卓球部、吹奏楽部、
高等学校
トップアスリート系列の部活動は授業と連動して実施される。それ以外の生徒は通常の部活動のみである。
トップアスリート系列運動部
サッカー部、硬式野球部、レスリング部、バドミントン部
サッカー部は本校および三島長陵校、その他の部活動は本校で活動している。
運動部
陸上競技部、剣道部、卓球部、バレー部、ソフトテニス部
いずれも本校で活動している。
文化部
社会起業部、吹奏楽部、美術部、演劇部
いずれも本校で活動している。
同好会活動
　　情報科学同好会、ディベート同好会
　　いずれも本校で活動している。

## 出身者
- 髙橋明日香 ‐バドミントン選手
- 山原怜音-サッカー選手
- 金子真大 ‐バドミントン選手
- 久保田友之祐 ‐バドミントン選手
- 遠藤純-サッカー選手
- 水井ひらり ‐バドミントン選手
- 植中朝日-サッカー選手
- 加藤聖-サッカー選手
- 廣岡睦樹-サッカー選手
- 三戸舜介-サッカー選手
- 林田滉也-サッカー選手

## 交通
最寄りの鉄道駅
JR東日本常磐線広野駅より西へ徒歩約15分
高速道路
常磐自動車道広野インターチェンジから車で5分

## 副校長制の導入
福島県教育委員会は県内で初めて本校に「副校長」制度を導入する。
初代副校長には、文部科学省初等中等教育企画課専門職の南郷市兵が派遣された。

## ふたばの教育復興応援団
同校の開校や授業に協力するために、2014年7月10日に各界の有志が結成した。「前例なき環境には前例なき教育を」の想いで、双葉郡の中高一貫校や小中高校の授業や部活動等への協力、校歌や制服の作成等の双葉郡の中高一貫校の立ち上げへの協力、学校教育以外に、在校生が地域の人々との絆を深めるイベント等も支援を行っていく予定である。
メンバー（50音順）
- 秋元康 - 作詞家、校歌をプロデュース。
- 安藤忠雄 - 建築家
- 伊藤穰一 - マサチューセッツ工科大学メディアラボ所長
- 乙武洋匡 - 作家、東京都教育委員
- 小泉進次郎 -  農林水産大臣。衆議院議員
- 小宮山宏 - 三菱総合研究所理事長、元東京大学総長
- 佐々木宏 - クリエイティブディレクター、校章をデザイン。
- 潮田玲子 - 元オリンピックバドミントン選手
- 為末大 - 一般社団法人アスリートソサエティ代表理事、男子元陸上競技選手
- 西田敏行 - 俳優
- 橋本五郎 - 読売新聞特別編集委員
- 林修 - 東進ハイスクール・東進衛生予備校現代文講師
- 平田オリザ - 劇作家・演出家、東京藝術大学特任教授
- 宮田亮平 - 東京藝術大学学長
- 箭内道彦 - クリエイティブディレクター、校歌を作曲。
- 山崎直子 - 宇宙飛行士
- 和合亮一 - 詩人